# Parque Morelos
El Parque José María Morelos y Pavón o también conocido como Parque  Morelos es el parque urbano más grande de la ciudad de Tijuana. Está ubicado en el Bulevar Insurgentes, delegación La Mesa, en la llamada 3.ª Etapa Río Tijuana. Fue inaugurado el 27 de enero de 1987 por el gobernador Xicoténcatl Leyva Mortera.

## Historia
Originalmente, el proyecto contemplaba un parque extenso de 482 hectáreas, casi 5km2. Posteriormente, 430 hectáreas fueron vendidas en tres décadas, dejando lo que actualmente forma parte del parque. 
Dos años después de su inauguración, el 30 de abril de 1989, se hizo una fiesta celebrando el Día del Niño, en el que se aprovecharía para la apertura de un puente colgante en el lago artificial, sin embargo, debido al peso de la multitud, el puente no resistió, provocando la caída de decenas de niños y padres de familia al lago. Más de 40 mil personas habían asistido, incluyendo mascotas, al entonces parque estatal.
En 1998, con la creación del Sistema de Parques Temáticos de Tijuana, el parque, propiedad del gobierno de Baja California pasa a manos de la paramunicipal, siendo operada desde entonces.

## Lugares de interés
El parque tiene en su interior:
- Jardín Árabe
- Unidad de Manejo para la Conservación de Vida Silvestre
- Tren Safari
- Jardín Oriental
- Vivero
- Parque Acuático
- Jardín del abuelo
- Juegos infantiles
- Teatro al aire libre
- Aviario
- Jardín de los presidentes
- Monumento a los Niños Héroes
- 10 kioscos

## Flora y fauna
En él se encuentra un lago artificial, de 4 hectáreas al que llegan diversas aves migratorias como pelícanos, grullas y patos; entre las especies acuáticas que habitan en él destacan lobina, carpa y bagres. 
|         |
| Ardilla |

|        |
| Conejo |

|      |
| Pato |

|                    |
| Palma Washingtonia |

|         |
| Grullas |

|                        |
| Sicómoro de California |

|           |
| Pelicanos |

|        |
| Bagres |

## Unidad de Manejo para la Conservación de Vida Silvestre
El Parque Morelos alberga 223 animales de 35 especies distintas, entre ellos dos osos negros, tres tigres, monos araña, monos titíes, puercos espín, lagartos, dromedarios y ciervos, entre otros. De acuerdo al Sistema Municipal de Parques Temáticos de Tijuana, esta unidad  tiene como objetivo de la Unidad de Manejo para la Conservación de Vida Silvestre (UMA), es el rescate de animales para su rehabilitación y resguardo, para después, en ciertos casos reintroducirlos a su medio ambiente, de no ser así, poder trasladarlos a santuarios para que lleven una vida con otros animales de su misma especie de una manera plena y digna.